# Asthenosoma ijimai
Asthenosoma ijimai is een zee-egel uit de familie Echinothuriidae.
De wetenschappelijke naam van de soort werd in 1897 gepubliceerd door Yoshiwara.